# 安富镇站
安富镇站是一个成渝线上的铁路车站，位于重庆市荣昌区安富镇，建于1952年，目前为四等站，邮政编码为402466。目前客运：办理旅客乘降；不办理行李、包裹托运；货运：办理整车货物发到；不办理整车爆炸品及整车一级氧化剂发到。